# De avonturen van een dappere musketier
De avonturen van een dappere musketier is een Belgische stripreeks die begonnen is in 1965 met Liliane Funcken als schrijver en Fred Funcken als tekenaar.

## Albums
Alle albums zijn geschreven door Liliane Funcken en getekend door Fred Funcken, behalve voor Reeks 3, waarvoor Yves Duval de albums schreef.

### Reeks 1
| Nummer | Titel                                   | Uitgever(s)                    |
| ------ | --------------------------------------- | ------------------------------ |
| 1      | De musketier van de koning              | Le Lombard                     |
| 2      | Aanslag op de koning                    | Uitgeverij Helmond, Le Lombard |
| 3      | De musketier in gevaar                  | Le Lombard                     |
| 4      | De musketier en de prins der duisternis | Uitgeverij Helmond, Le Lombard |

### Reeks 2
| Nummer | Titel               | Uitgever(s)                    |
| ------ | ------------------- | ------------------------------ |
| 1      | Duel met d'Artagnan | Le Lombard                     |
| 2      | Het leren masker    | Le Lombard, Van der Hout & Co. |
| 3      | Opdracht geheim     | Le Lombard                     |

### Reeks 3
| Nummer | Titel                         | Uitgever         |
| ------ | ----------------------------- | ---------------- |
| 1      | Gevaar te Tanger              | Uitgeverij Bonte |
| 2      | Het kasteel der verschrikking | Uitgeverij Bonte |